# 石槽河 (史河)
石槽河位于中国河南省东南部，是史河左岸支流，古称“金水”、“金浆涧”，发源于商城县东部金刚台，东北流至白果冲村进入固始县境内，最后于固始县南大桥乡谢楼村汇入史河。全长50公里，流域面积715平方公里。